# Ammoniumnitrat-Harnstoff-Lösung
Ammoniumnitrat-Harnstoff-Lösung (kurz: AHL) ist ein stickstoffhaltiger Flüssigdünger.

## Zusammensetzung und Eigenschaften
AHL (oder auch UAN = Urea Ammonium Nitrate) ist eine farblose flüssige Mischung aus Ammoniumnitrat, Harnstoff und Wasser. Handelsübliche Qualitäten besitzen 32, 30 oder 28 Gewichts-% Stickstoff.
| Bezeichnung | N [%] | Dichte [kg/m³] | Viskosität* [mPa s] | Dampfdruck* [mbar] | Aussalztemp. [°C] |
| ----------- | ----- | -------------- | ------------------- | ------------------ | ----------------- |
| UAN-32      | 32    | 1325           | 4,7                 | 4,1                | ~ −2              |
| UAN-30      | 30    | 1302           |                     |                    | ~ −10             |
| UAN-28      | 28    | 1279           | 2,9                 | 7,6                | ~ −18             |

- bei 15,6 °C

AHL mit 28 Gewichtsprozenten Stickstoff (N) setzt sich zusammen aus 7 % Nitratstickstoff,
7 % Ammoniumstickstoff und 14 % Amidstickstoff (aus dem Harnstoff). Der pH-Wert liegt für Handelsware bei 7 bis 7,5, der mit einem leichten Ammoniaküberschuss während der Herstellung eingestellt wird. Dies vermindert die Korrosion während der Lagerung und dem Transport und verringert die Zersetzung von Harnstoff und Ammoniumnitrat. AHL hat eine größere Dichte (1,28 g/cm³) als Wasser. Die Ätzintensität der nicht flüchtigen, leicht nach Ammoniak riechenden AHL ist mit Salzlake oder Sole zu vergleichen.
Somit sind folgende Bezugsgrößen von Bedeutung:
- 100 kg AHL = 28 kg N
- 100 l AHL = 36 kg N

Zur Kontrolle des Stickstoffgehaltes kann ein Liter AHL gewogen werden (bei 15 °C 1,28 kg wiegen). Zum Kalkausgleich benötigt 1 kg Reinstickstoff aus AHL 1 kg Calciumoxid (CaO).
AHL greift blankes Eisen und Buntmetalle an. Alle flüssigkeitsführenden Teile müssen flüssigdüngerfest sein. Seine Eigenschaften verändern sich durch Zugabe von Wasser. AHL kann bei zu hoher Dosierung oder auch bei bestimmten Mischungsverhältnissen mit Wasser Pflanzenverätzungen verursachen.

## Anwendungen
Die häufigsten Anwendungen finden zur ersten Stickstoffgabe im Frühjahr im Getreide- und Rapsanbau statt. Beim Getreide bietet sich auf fast allen Flächen, auf denen im Herbst keine Unkrautbekämpfung durchgeführt wurde, die Möglichkeit der Kombination von Herbiziden mit AHL.
Die weiteren Düngemaßnahmen in Getreide können mit spezieller Applikationstechnik durchgeführt werden:
Zum einen Mehrlochdüsen, die einzelne Strahlen abgeben und somit die Kontaktfläche mit dem Getreide vermindern.
Außerdem Schleppschläuche, die AHL bodennah ausbringen sollen.